# Eropterus bilineatus
Eropterus bilineatus är en skalbaggsart som beskrevs av Green 1951. Eropterus bilineatus ingår i släktet Eropterus och familjen rödvingebaggar. Inga underarter finns listade i Catalogue of Life.